# Teixeira Duarte
Teixeira Duarte S.A. ist eines der größten Bauunternehmen in Portugal. Von seinem Sitz in Porto Salvo im Kreis Oeiras bei Lissabon operiert das Unternehmen vorwiegend in Ländern portugiesischer Sprache, wie Portugal, Brasilien, Angola, Mosambik, Macau, aber auch in Ländern wie Venezuela und Algerien. Die Firma wird im Euronext Lissabon gelistet. Teixeira Duarte rangiert auf Platz 78 der größten europäischen Baugesellschaften.
Die Teixeira Duarte, S.A. wurde im Jahre 1921 gegründet durch den Ingenieur Ricardo Esquível Teixeira Duarte. Die Teixeira Duarte Group beschäftigt rund 13.500 Mitarbeiter in sechzehn Ländern und ist auf acht verschiedenen Gebieten aktiv: Baugewerbe, Zement- und Betongeschäft, Baustoffe, Konzessionen und Dienstleistungen, Immobilien, Gastgewerbe, Lebensmittelhandel, Kraftstoff- und Kfz-Handel. Als zweitgrößter Aktionär ist Teixeira Duarte S.A. mit sieben Prozent bei der Banco Comercial Português (BCP) beteiligt.
Teixeira Duarte hat im März 2010 einen Vertrag mit der angolanischen Regierung zum Neubau der Nationalversammlung vereinbart. Das Bauvolumen beläuft sich auf 185 Millionen US-Dollar.